# Synagelides nishikawai
Synagelides nishikawai là một loài nhện trong họ Salticidae.
Loài này thuộc chi Synagelides. Synagelides nishikawai được Bohdanowicz miêu tả năm 1979.